# Liste der Naturschutzgebiete im Landkreis Bad Tölz-Wolfratshausen
Im Landkreis Bad Tölz-Wolfratshausen gibt es elf Naturschutzgebiete. Zusammen nehmen sie im Landkreis eine Fläche von etwa 13.570 Hektar ein. Das größte Naturschutzgebiet ist das 1983 eingerichtete Naturschutzgebiet Karwendel und Karwendelvorgebirge.